# Kalliope (Label)
Kalliope war ein deutsches Musiklabel der 1900er- bis 1930er-Jahre. Das Leipziger Unternehmen war lange eine der bedeutenden Firmen auf dem deutschen Schallplattenmarkt.

## Geschichte

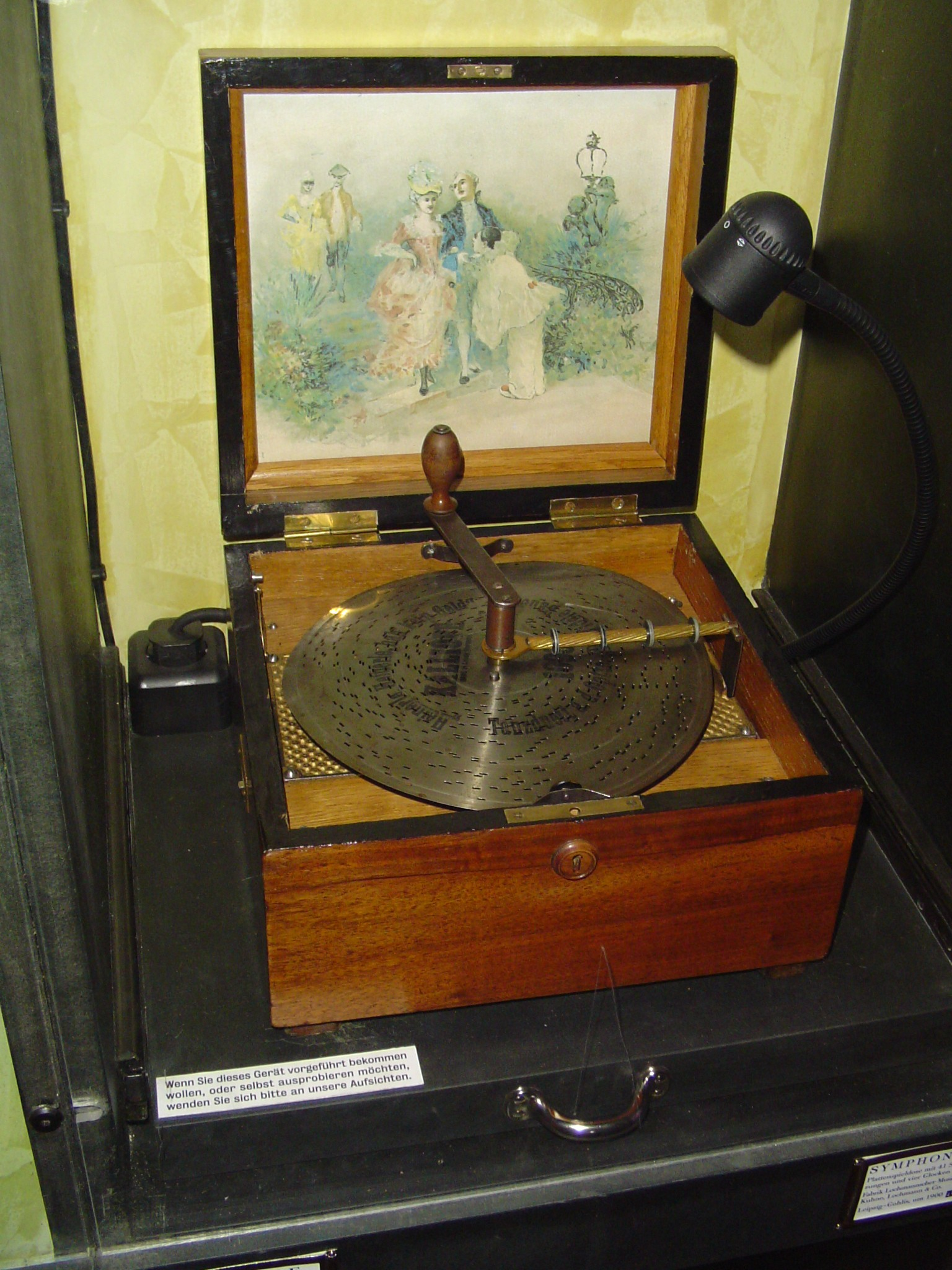
Kalliope-Platten-Spieldose (um 1905)

Kalliope, das neben Grammophon zu den ältesten Plattenlabels Deutschlands zählt, wurde 1905  von dem Musikinstrumenten-Hersteller Kalliope Fabrik Mechanischer Musikwerke gegründet, der seit 1895 bestand und seinen Geschäftssitz im Leipziger Stadtteil Gohlis (Dorotheenstraße 20, heute Cöthner Straße) hatte. Ab 1898 firmierte das Unternehmen, das u. a. Blechlochplatten für mechanische Platten-Spieldosen herstellte, als Aktiengesellschaft und nannte sich Kalliope Musikwerke A.G.; im Folgejahr zog die Firma in einen Fabrikneubau in der Bitterfelder Straße 1 (im Zweiten Weltkrieg zerstört). Ab 1907 begann man auch mit der Herstellung von Schallplatten; zu den Künstlern des Labels gehörten unter anderem die Leipziger Krystallpalast-Sänger. 1910 erwarb Kalliope die Firma Sächsische Holzwarenfabrik – Max Böhme AG in Dippoldiswalde und verlegte den Firmensitz dorthin; 1911 wurden die Immobilien in Leipzig für 500.000 Mark verkauft und Tochterunternehmen in Österreich-Ungarn und in Bodenbach (Podmokly), einem Stadtteil des heutigen Děčín (Tetschen), gegründet. Durch die drohende Kriegsgefahr brachten jedoch diese Tochterunternehmen nicht den erwarteten wirtschaftlichen Erfolg.
Die Kalliope-Schellackplatten wurden nicht nur im Deutschen Reich, sondern auch in Großbritannien vermarktet. 1914 erwarb Kalliope die Anker-Phonogramm-Gesellschaft mbH in Berlin; der Ausbruch des Ersten Weltkriegs verhinderte jedoch die weitere Expansion des Unternehmens. Noch im selben Jahr wurde das Konkursverfahren gegen die Kalliope Musikwerke AG eröffnet. Nach ihrer Liquidierung 1917 wurden 1919 die Marken Anker und Kalliope von der Firma Menzenhauer & Schmidt übernommen, die im Besitz von Henry Langfelder war und ihren Geschäftssitz in Berlin (Rungestraße 17) hatte. 
Bis in die späten 1920er-Jahre vermarktete Langfelder Musikaufnahmen auf dem Kalliope-Label, meist Potpourris von Walzern, Operetten und leichter klassischer Musik (wie Der Vogelhändler, Die Csárdásfürstin oder Geschichten aus dem Wienerwald), Märsche („Fridericus-Rex-Grenadiermarsch“), Schrammelmusik („Von Grinzing nach Nußdorf“), Gassenhauer und Schlager wie Kurt Noacks „Heinzelmännchens Wachtparade“ und Artur Marcell Werau („Wenn ich dich seh, da muß ich weinen“), Volkslieder wie „Lustig ist das Zigeunerleben“, Weihnachtslieder („Tochter Zion, freue dich“) oder Fred Raymonds „Ich hab' mein Herz in Heidelberg verloren“, Humoristisches von Georg Ruselli („Wir Sachsen, wir sind helle“),  Carl Hummel („Eine persönliche Instruktionsstunde. Schweizer Militär-Humoreske“), Lieder von Anton Günther, Arthur Preil, Louis van de Sande, Robert Koppel („Mein Heidelberg, ich kann dich nicht vergessen“, „Maruschka“) und Joseph Schmidt („O Sole Mio“) sowie Tanz- und Unterhaltungsmusik (u. a. von Paul Bendix und Sam Baskini). Bei vielen Veröffentlichungen des Labels blieben die ausführenden Musiker und Orchester jedoch anonym.
Außerdem veröffentlichte das Label die Edition Kalliope American; dies waren Lizenzproduktionen der amerikanischen Plattenlabel wie Banner-Regal, Paramount und Broadway, meist Titel von Jazz- und Tanzbands wie The Buffalodians (u. a. mit Harold Arlen), Fletcher Henderson, Ben Selvin, Sam Lanin, Al Siegel and His Orchestra und Lou Gold & His Orchestra.
Im Februar 1931 meldete die Firma Menzenhauer Konkurs an. Bruno Castner (Isiphon Concert Record GmbH) erwarb aus der Konkursmasse das Kalliope-Studio und Teile des Matrizenbestandes. Castners Firma war noch bis 1939 aktiv. Mit der Machtübernahme durch die Nationalsozialisten 1933 beendete Kalliope seine Geschäftsaktivitäten im Deutschen Reich, bestand aber noch in Österreich bis zur Okkupation 1938 weiter.